# 陈虬

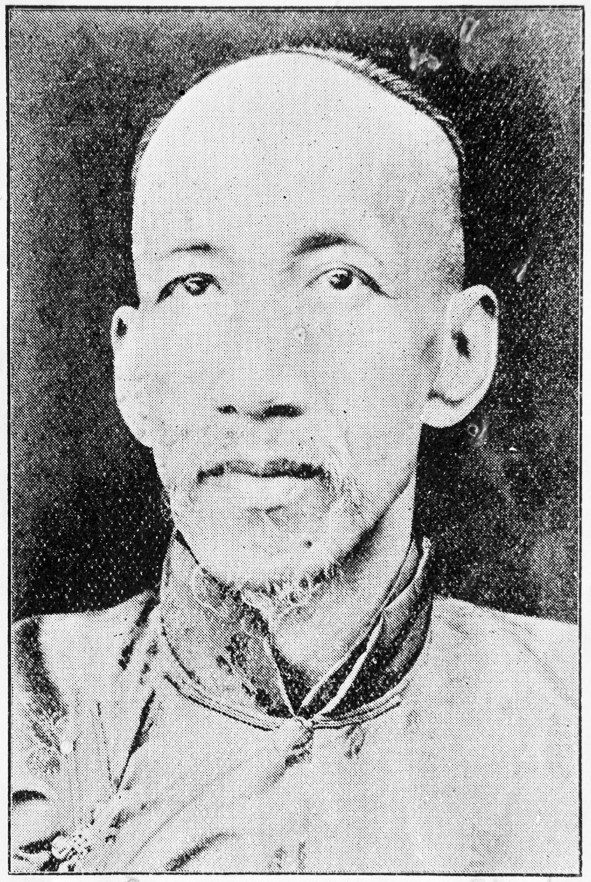

陈虬（1851年10月19日—1904年1月1日），原名国珍，字庆宋，号子珊，后改字志三，号蛰庐，别号皋牢子，浙江瑞安县城人，祖籍浙江乐清斗山。清朝中医学家、中医教育家、文字改革家，维新派人士。戊戌变法前，他和汤寿潜（字蛰仙）并称“浙东二蛰”，和陈黻宸、宋恕并称“东瓯三杰”（东瓯三先生）。

## 生平
清朝咸丰元年闰八月二十日（1851年10月19日），他出生于一个贫困家庭，祖父是更夫，父亲是漆匠。他自幼好学，并学习拳棒和游泳。后来他曾多次参加乡试，但均未被录取，遂研究中医。26岁开始，他为人治病。1880年他30岁时，他的医学著作《蛰庐诊录》成书。 31岁时，他组织求志社，并与该社的许启畴、金鸣昌、陈黻宸等人探讨学术等问题。1883年他33岁时，撰写了《治平三议》，讨论社会制度改革。1884年，他撰写了《医院议》。1885年，陈虬、陈黻宸、何迪启、陈葆善合资创建了中国最早的中医院之一利济医院，以及中国最早的中医专科学校之一利济医学堂，陈虬亲自在该学堂主讲，并以自己撰写的《利济教经》等作为学堂的教科书，《利济教经》也成为了中国最早的自编的新式教科书之一。
光绪十五年（1889年），他在39岁时考中举人，但列末名。光绪十六年（1890年），他到北京参加会试，但未考中。在归途中，他拜见了山东巡抚张曜，条陈八事，首条为“创设方院以通下情”，即提议开设议会。光绪十九年（1893年），他出版了《治平通议》，其中的《救时要议》受到官学两界的重视，张之洞“见陈氏《通议》而大悦，渴欲接谈”，梁启超将该书列入了《西学书目表》。光绪二十一年（1895年），他获得温处道宗源瀚的支持，在温州府城设利济医院分院以及分院学堂。光绪二十二年（1896年）冬，他设立了利济学堂报馆，并任主编。光绪二十三年（1897年），《利济学堂报》创刊于温州，这是中国最早的高校科技学报。同年，他兼任杭州《经世报》主笔。此后，他曾在上述两家报纸上发表多篇政论。光绪二十四年（1898年），他在北京参加保国会，和蔡元培在北京筹设保浙会，并带头公呈请设保浙公会。
戊戌政变后，《利济学堂报》和学堂旧有的亏空使利济医院债务增加，学堂不得不停办。陈虬本人也被指称为“康党”，一度避居上海。光绪二十七年（1901年），瑞安利济医院股份票发行，此外陈虬还独力承办了温州府城的利济医院。光绪二十九年（1903年），他在温州府城创办了新字瓯文学堂，使用《新字瓯文七音铎》作为教材，尝试推行拼音化文字改革。
光绪二十九年十一月十四日（1904年1月1日），陈虬逝世，享年53岁。

## 著作
- 胡珠生主编，陈虬集，杭州：浙江人民出版社，1992年

## 外部連結
- 竹內弘行著，陳瑋芬譯：〈陳虬《治平三議》考 （页面存档备份，存于）〉。